# بارامبو
بارامبو، سيارا (Brazilian Portuguese:) بلدية في ولاية سيارا في منطقة شمال شرق البرازيل.